# Katia Belabas
Katia Belabas (sinh ngày 1 tháng 2 năm 1996) là một thủy thủ người Algérie. Cô đứng thứ 26 trong sự kiện RS: X nữ tại Thế vận hội mùa hè 2016.